# Brzyska
Pour la commune rurale, voir Brzyska (gmina).
Brzyska est une localité polonaise, siège de la gmina de Brzyska, située dans le powiat de Jasło en voïvodie des Basses-Carpates.